# Sharon Duncan-Brewster
Sharon Duncan-Brewster (Londen, 8 februari 1976) is een Britse actrice. Ze is bekend om haar rol als Crystal Gordon in Bad Girls en haar rol als Trina Johnson op EastEnders. Ook speelde ze in Sex Education met de terugkerende rol van Roz Marchetti.

## Filmografie

### Film
Exclusief korte films
| Jaar | Titel                        | Rol                  | Opmerkingen          |
| ---- | ---------------------------- | -------------------- | -------------------- |
| 2001 | Love Is Not Enough           | Mary Carter          |                      |
| 2005 | Imagine Me & You             | Mevrouw Fosley       |                      |
| 2006 | Shoot the Messenger          | Sharlene             |                      |
| 2008 | Three and Out                | Yvonne               | aka A Deal is a Deal |
| 2011 | Blooded                      | Eve Jourdan          |                      |
| 2016 | Rogue One: A Star Wars Story | Senator Tynnra Pamlo |                      |
| 2018 | The Intent 2                 | Beverly              |                      |
| 2021 | Dune                         | Liet-Kynes           |                      |
| 2022 | Enola Holmes 2               | Moriarty / Mira Troy |                      |
| 2023 | Earth Mama                   | Monica               |                      |
| 2025 | Ballerina                    | Nogi                 |                      |

### Televisie
| Jaar             | Titel                       | Rol                                       | Opmerkingen                        |
| ---------------- | --------------------------- | ----------------------------------------- | ---------------------------------- |
| 1991             | 2point4 Children            | Maureen                                   | Aflevering: "Love and Marriage"    |
| 1992             | Grange Hill                 | Meisje in cafe #2                         | Aflevering: "Highly Appropriate"   |
| 1992             | Between the Lines           | Tiener meisje                             | Aflevering: "Private Enterprise"   |
| 1993             | Hope I Die Before I Get Old | Onbekend                                  | Televisiefilm                      |
| 1995             | Backup                      | Janice                                    | Aflevering: "Clubbing"             |
| 1996             | The Bill                    | Aisha Bedford / Donna                     | 2 afleveringen                     |
| 1998             | Maisie Raine                | Informant                                 | Aflevering: "Families"             |
| 1999             | Casualty                    | Clare Johnson                             | Aflevering: "Seeing the Light"     |
| 1999–2002        | Bad Girls                   | Crystal Gordon                            | 44 afleveringen                    |
| 2002             | Babyfather                  | eEvelyn                                   | 2 afleveringen                     |
| 2004, 2006, 2010 | Holby City                  | Louise O'Connor, Carmel Newland, Eve King | 3 afleveringen                     |
| 2005             | Waking the Dead             | Sarah Baker                               | 2 afleveringen                     |
| 2005, 2007       | Doctors                     | Rachel Roberts, Cleo Potter               | 2 afleveringen                     |
| 2007             | Coming Up                   | Annette                                   | Aflevering: "Spoil"                |
| 2007             | The Nathan Caton Show       | Onbekend                                  | Afleveringen onbekend              |
| 2009             | EastEnders                  | Trina Johnson                             | 15 afleveringen                    |
| 2009             | Doctor Who                  | Maggie Cain                               | Aflevering: "The Waters of Mars"   |
| 2011–2015        | Rastamouse                  | Scratchy (stem)                           | Animatieserie; 23 afleveringen     |
| 2011–2013        | Top Boy                     | Lisa                                      | 8 afleveringen                     |
| 2013             | The Bible                   | Samson's moeder                           | Aflevering: "Homeland"             |
| 2013–2014        | The Mimic                   | Dionne                                    | 4 afleveringen                     |
| 2015             | Cuffs                       | Karen                                     | Aflevering: "#1.4"                 |
| 2015             | Cucumber                    | Maureen                                   | 2 afleveringen                     |
| 2017             | The Boy With The Topknot    | Carol                                     | Televisiefilm                      |
| 2018             | The Long Song               | Kitty                                     | 2 afleveringen                     |
| 2019–2020        | Sex Education               | Roz Marchetti                             | 8 afleveringen                     |
| 2019             | Years and Years             | Fran Baxter                               | 6 afleveringen                     |
| 2021             | Intergalactic               | Tula Quik                                 | 8 afleveringen                     |
| 2023             | Star Wars: The Bad Batch    | Senator Tynnra Pamlo (stem)               | Aflevering: "The Clone Conspiracy" |
| 2025             | Andor                       | Senator Tynnra Pamlo                      | Aflevering: "Jedha, Kyber, Erso"   |

### Computerspel
| Jaar | Titel   | Rol        |
| ---- | ------- | ---------- |
| 2016 | FIFA 17 | Cat Hunter |
| 2017 | FIFA 18 | Cat Hunter |
| 2018 | FIFA 19 | Cat Hunter |